# سیارک ۲۱۴۴۵
سیارک ۲۱۴۴۵ (به انگلیسی: 21445 Pegconnolly، نامگذاری:1998HG17) بیست و یک هزار و چهارصد و چهل و پنجمین سیارک کشف شده‌است که در ۱۸ آوریل ۱۹۹۸ کشف شد.
قدر مطلق سیارک برابر ۱۸.۶ است.